# Каролина (Мараньян)

Каролина на карте штата.

Каролина (порт. Carolina) — муниципалитет в Бразилии, входит в штат Мараньян. Составная часть мезорегиона Юг штата Мараньян. Входит в экономико-статистический микрорегион Порту-Франку. Население составляет 23 959 человек на 2010 год. Занимает площадь 6441,603 км². Плотность населения — 3,72 чел./км².

## Демография
Согласно сведениям, собранным в ходе переписи 2010 г. Национальным институтом географии и статистики (IBGE), население муниципалитета составляет:
| Полное население                               | Полное население                               | Полное население                               | Полное население                               | 23 959 |
| ---------------------------------------------- | ---------------------------------------------- | ---------------------------------------------- | ---------------------------------------------- | ------ |
| в том числе:                                   | Городское население                            | 16 237                                         | Процент городского населения, %                | 67,77  |
|                                                | Сельское население                             | 7722                                           | Процент сельского населения, %                 | 32,23  |
|                                                | Мужское население                              | 12 285                                         | Процент мужского населения, %                  | 51,28  |
|                                                | Женское население                              | 11 674                                         | Процент женского населения, %                  | 48,72  |
| Плотность населения, чел/км²                   | Плотность населения, чел/км²                   | Плотность населения, чел/км²                   | Плотность населения, чел/км²                   | 3,72   |
| Население муниципалитета в % к населению штата | Население муниципалитета в % к населению штата | Население муниципалитета в % к населению штата | Население муниципалитета в % к населению штата | 0,36   |

По данным оценки 2016 года, население муниципалитета составляет 23 866 жителей.

## Статистика
- Валовой внутренний продукт на 2003 год составляет 44 467 764,00 реалов (данные: Бразильский институт географии и статистики).
- Валовой внутренний продукт на душу населения на 2003 год составляет 1874,62 реала (данные: Бразильский институт географии и статистики).
- Индекс развития человеческого потенциала на 2000 год составляет 0,658 (данные: Программа развития ООН).